# Берні Глассман
Берні Глассман (18 січня 1939 — 4 листопада 2018) — відомий піонер соціального підприємництва, соціально активного буддизму та «Реколекцій свідків» в Аушвіці та на вулицях з бездомними. Був американським дзен-буддистом роші та засновником Дзен-миротворців (раніше Дзен-спільнота Нью-Йорка), організації, заснованої у 1980 році. У 1996 році він став співзасновником Ордену дзен-миротворців разом зі своєю покійною дружиною Сандрою Джішу Холмс. Глассман був послідовником Дхарми покійного Тайдзана Маедзумі-роші і передав дхарму кільком людям.
За словами автора Джеймса Ішмаеля Форда, у 2006 році він
...передав своє керівництво Асанґи Білої Сливи своєму братові по Дхармі Деннісу Ґенпо Мерзелю Роші і формально "роздягнувся", відмовившись від священства на користь служіння вчителем-мирянином.

## Життєпис
Берні Глассман народився в родині єврейських іммігрантів у Брайтон-Біч, Бруклін, Нью-Йорк у 1939 році. Він навчався в Бруклінському політехнічному інституті та отримав ступінь інженера. Після закінчення університету переїхав до Каліфорнії, де працював аеронавігаційним інженером у McDonnell-Douglas. Згодом отримав ступінь доктора філософії з прикладної математики в Університеті Каліфорнії в Лос-Анджелесі.
Ґлассман уперше зіткнувся з дзен, коли йому на уроці англійської мови в 1958 році задали книгу Г'юстона Сміта Релігії людини. Після цього він продовжив читати, зокрема книги Алана Воттса, Крістмаса Хамфріса та Д. Т. Сузукі. На початку 1960-х років Глассман почав медитувати невдовзі шукав місцевого вчителя дзен-буддизму. Він знайшов Тайдзан Маедзумі в Лос-Анджелесі, Каліфорнія, і Глассман став одним із перших членів-засновників Дзен-центру в Лос-Анджелесі. Він отримав передачу Дхарми в 1976 році від Маедзумі, який мав намір створити для нього церемонію інка-сьомей у 1995 році, незадовго до смерті Маедзумі, щоб передати Глассману вплив його власних головних вчителів.
У 1980 році він заснував Дзен-спільноту Нью-Йорка. У 1982 Глассман відкрив пекарню Greyston Bakery в Йонкерсі, штат Нью-Йорк, яка спочатку надавала роботу студентам дзен-буддизму, а потім перетворилася на зусилля, спрямовані на боротьбу з поширеною безпритульністю в цьому районі. Пекарня забезпечувала роботою мешканців міста, яким бракувало освіти та навичок. Вона наймала низькокваліфікованих робітників з околиць, багато з яких самі були бездомними, і продавала хлібобулочні вироби в магазини і ресторани Манхеттена. У 1989 році Глассман уклав угоду з Ben & Jerry's, і Greyston Bakery стала постачальником тістечок брауні для кількох ліній морозива.
Завдяки успіху своєї пекарні, яка у 2016 році заробила 12 мільйонів доларів доходу, Глассман заснував Фонд Грейстона (іноді його називають Грейстонською мандалою) разом зі своєю дружиною Сандрою Джішу Холмс у 1989 році. У 1996 році він пішов з Фонду Грейстона, щоб займатися соціальними буддійськими проектами через організацію «Дзен-миротворці». Станом на 2004 рік Фонд розробив проекти розвитку нерухомості на суму 35 мільйонів доларів в окрузі Вестчестер, штат Нью-Йорк. Фонд пропонує програми протидії ВІЛ/СНІДу, забезпечує професійну підготовку та житло, послуги з догляду за дітьми, освітні можливості та інші ініціативи. У 2003 році пекарня переїхала до нової будівлі, що дозволило збільшити обсяги виробництва і розширити можливості працевлаштування.
У 1996 році Глассман разом зі своєю дружиною Сандрою Джішу Холмс заснував Орден дзен-миротворців. За словами професора Крістофера С. Квіна, «Орден базується на трьох принципах: занурення в невідоме, свідчення про біль та радість світу та прагнення зцілити себе та світ». Річард Г'юз Сігер пише: «Орден Дзен-миротворців… має потенціал конкурувати з групами Тхить Нят Ханя та Буддистським товариством миру як сила в американському активізмі».
У 2012 році Берні Глассман заснував кафе Stone Soup («Кам'яний суп») у Грінфілді, штат Массачусетс (спочатку «Let All Eat Cafe» у Монтегю, штат Массачусетс) разом з оскароносним актором Джеффом Бріджесом, своїм учнем по дзен-буддизму. Берні та Джеф були зацікавлені в тому, щоб люди відчували себе бажаними гостями і мали доступ до гідного обслуговування, а також в тому, щоб під час їжі вони відчували, що про них піклуються, не поспішають і годують їх тіло, розум і душу. Кафе Stone Soup надихається трьома принципами дзен-буддистів-миротворців, які полягають у тому, щоб почати з розуму незнання, відпустити фіксовані ідеї, щоб ви могли свідчити про радість і страждання навколо вас, а потім робити дії, які випливають з цього свідчення. Кафе Stone Soup Café досі працює як «Плати скільки можеш» — ресторан для різного доходу, який об'єднує людей, долаючи відмінності.
Глассман помер 4 листопада 2018 року від ускладнень інсульту в Спрінгфілді, штат Массачусетс, у віці 79 років.

## Вчення

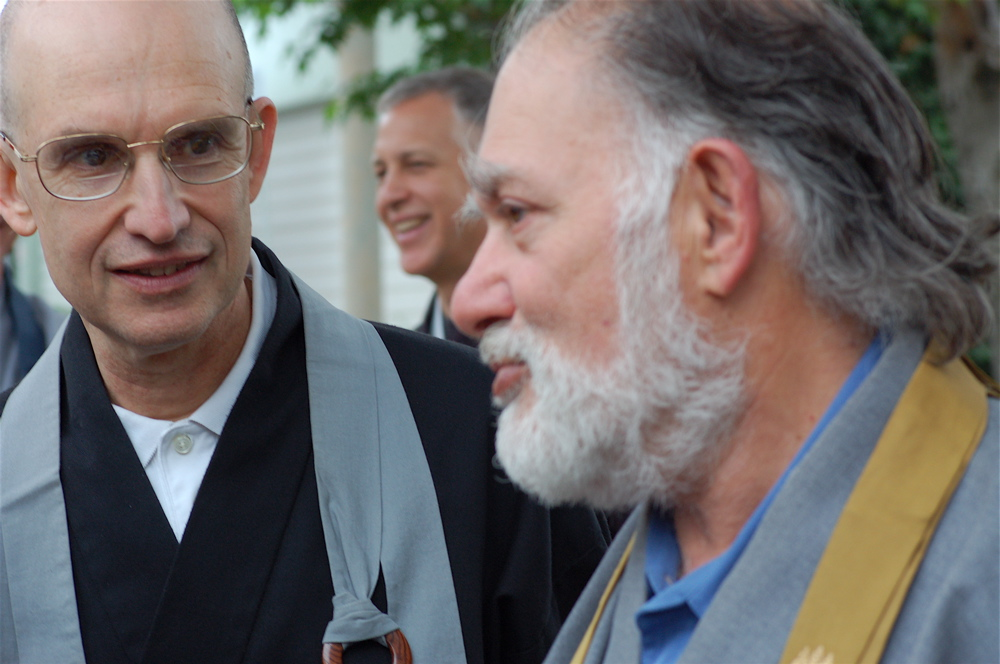
Берні Глассман з Елайу Генміо Смітом

Глассман навчав того, що його вчитель, покійний Тайдзан Маедзумі, називав «не-знанням». Не-знання є першим принципом дзенських миротворців, і Глассман сказав про це: «У дзен слова „джерело“ та „сутність“ є еквівалентами не-знання, і вони згадується знову і знову. У нас є абсолютний і відносний погляди на життя, і Незнання є єдиним джерелом обох цих поглядів».
Також Глассман був відомий своїми численними «вуличними ретритами». Автор Джеймс Ішмаель Форд пише: «…наприклад, „вуличні ретрити“ переміщують сессін на вулиці: учасники харчуються у їдальнях, і, якщо вони знають, що не витісняють бездомних, сплять у притулках для бездомних або, в іншому випадку, сплять у громадських місцях. Дзадзен відбувається в парках». У 2000-х роках Глассман розробив експеримент з соціократичного навчання дзен на основі консенсусу та міжконфесійної фасилітації, спочатку відомий як Peacemaker Circle International [Архівовано 2018-11-22 у Wayback Machine.], а згодом — Zen Peacemaker Circles. Взаємопов'язані проекти були засновані по всьому світі, замінивши роль «вчителя Дзен» на учасників, які навчаються один в одного та обмінюються ідеями між колами. Починаючи з 2001 року, Глассман проводив семінари «Клоунада дзен» з Моше Коеном і заснував «клоунський орден» під назвою «Орден безладу» в рамках Ордену дзен-миротворців. В останні роки свого життя, відмовившись від священства, Глассман разом зі своєю третьою дружиною Євою Марко продовжив роботу свого вчителя Корю Осака Роші над розвитком мирянських форм дзен-практики.

## Лінія

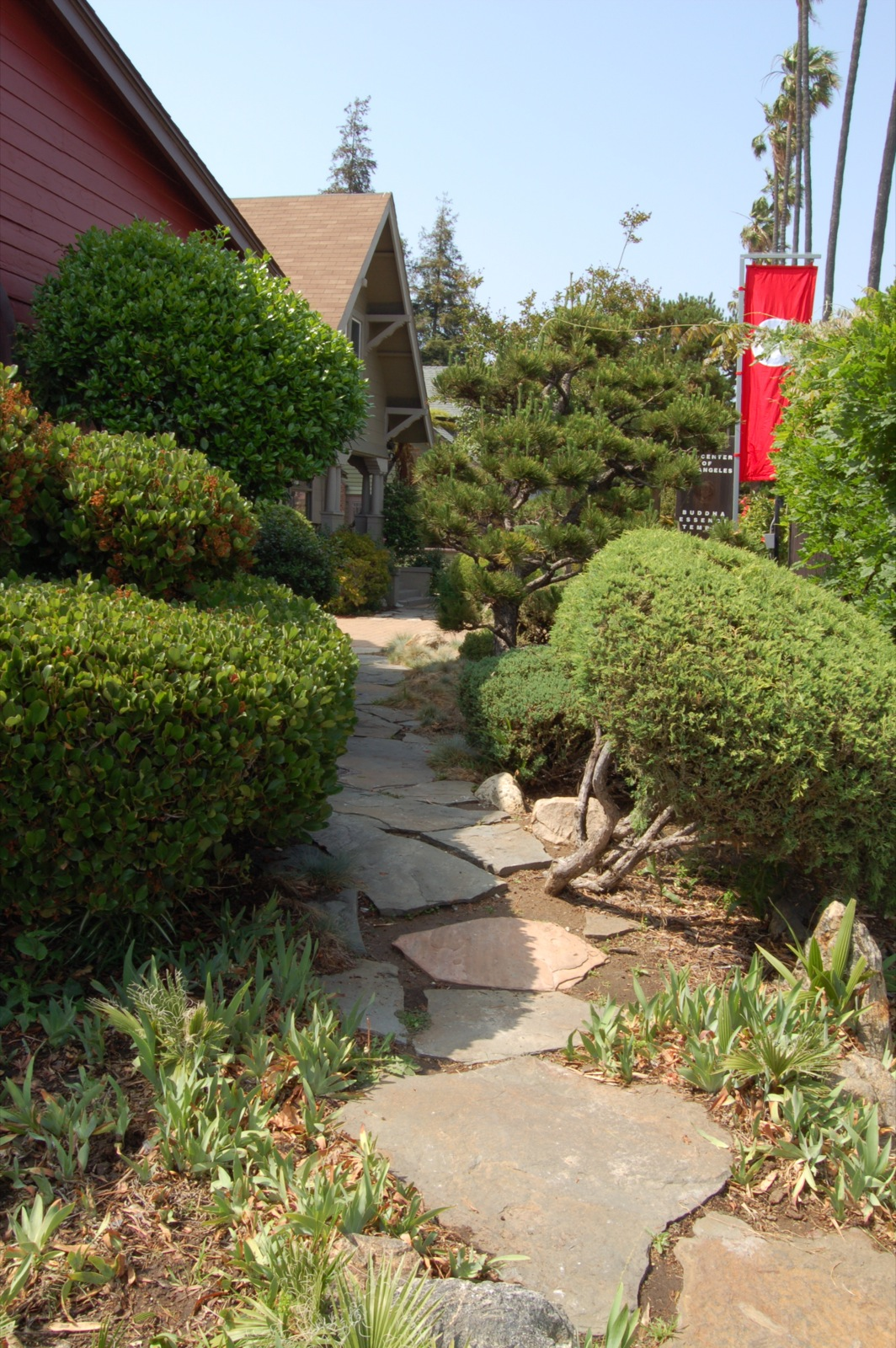
Дзен-центр Лос-Анджелеса

Берні Глассман призначив кількох «сенсеїв» і «роші» в традиційному дзен і встановив неієрархічні ролі «стюарда» і «держателя Дхарми кола» як координаторів і візіоністів, щоб продовжити модель дзен-миротворчих кіл. Ряд його наступників також передали дхарму деяким своїм учням.

## Інші засоби масової інформації

### Аудіо
Glassman, Bernard; Fields, Rick (1996). Instructions to the Cook: A Zen Master's Lessons in Living a Life That Matters. Shambhala Lion Editions. ISBN 1-57062-260-4. OCLC 35811026.

### Відео
- Wegmüller, Roland (documentarian). Japan Tour of Temples, Monasteries and Tradition.
- Wold, Christof (director) (2006). Instructions to the Cook: A Zen Master's Lessons in Living a Life That Matters. Loyola Productions Munich GmbH. ISBN 3-939926-00-0. OCLC 182060644.
- Gregory, Peter (director) (2004). Gate of Sweet Nectar: Feeding Hungry Spirits in an American Zen Community. Zen Center of Los Angeles. OCLC 56132158.
- O'Keefe, Michael (director) (2001). Raising the Ashes. Polonia Films. OCLC 51062604.
- Eich, George (director) (1999). Zen on the Street. Project Ananda Productions. OCLC 51062219. Архів оригіналу за 26 грудня 2005. Процитовано 4 березня 2008.

## Вибрані нагороди
- 1991 Нагорода «Найкраще в Америці» за соціальну діяльність, US News & World Report
- Премія «Етика в дії», Товариство етичної культури Вестчестера
- Нагорода за електронні досягнення, E-Town, Tom's of Maine
- Людина року, Westchester Coalition of Food Pantries
- 2016 Нагорода соціального інноватора Інституту Льюїса Бебсонського коледжу

## Участь обраної ради
- Храм розуміння
- Біла слива Асанга
- Міжконфесійна національна мережа проти СНІДу
- Мережа соціального підприємства
- Westchester Interfaith Housing Corp.